# 짜뚜짝

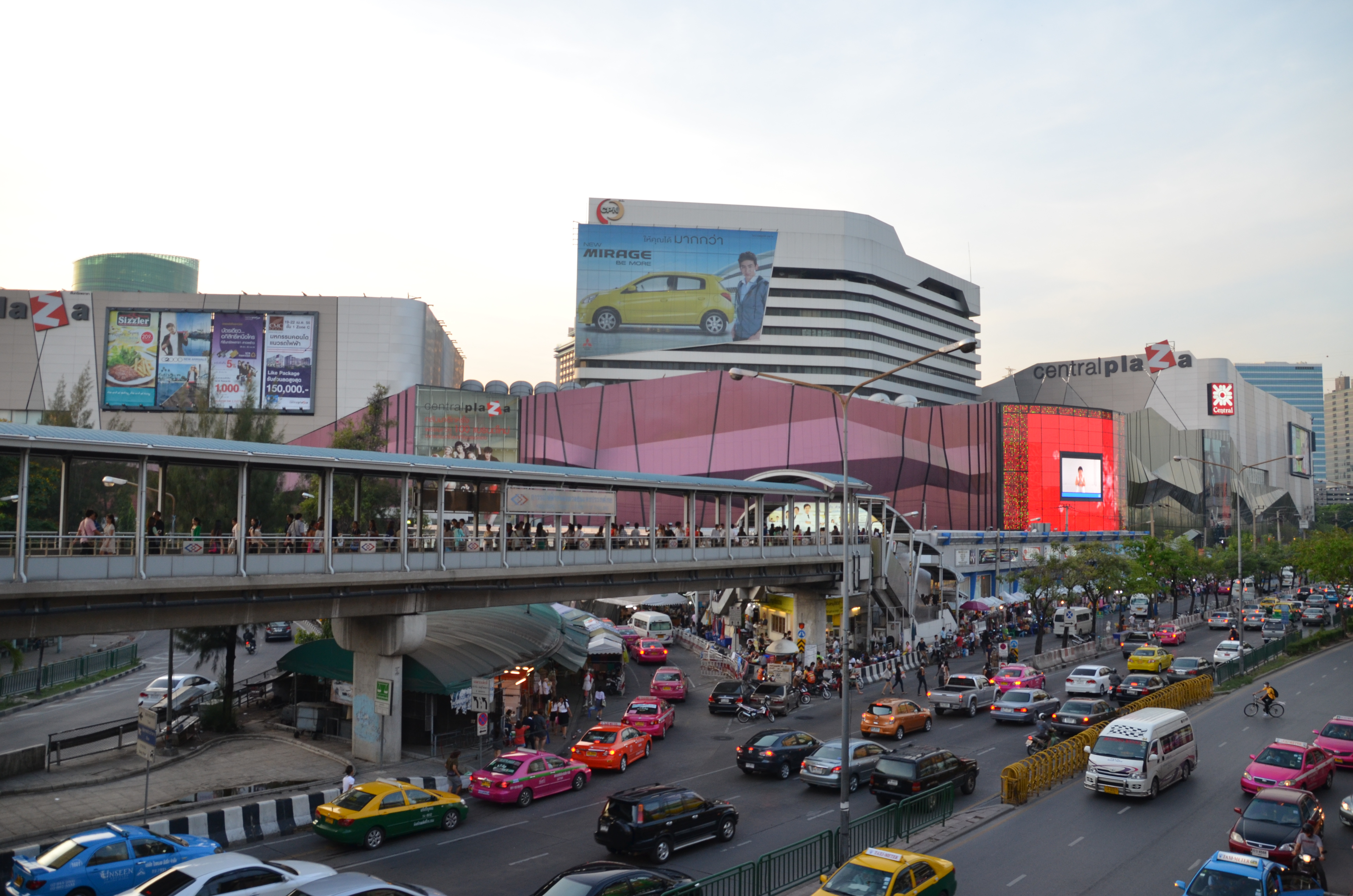

짜뚜짝은 방콕의 행정 구역이다. 이 지역의 총 인구 수는 2017년 기준으로 156,684명이다. 인구 밀도는 4,761.27km2이다.

## 행정 구역
| 1. | Lat Yao     | ลาดยาว   |  |
| 2. | Sena Nikhom | เสนานิคม  |  |
| 3. | Chan Kasem  | จันทรเกษม |  |
| 4. | Chomphon    | จอมพล    |  |
| 5. | Chatuchak   | จตุจักร    |  |